# Tyler Joseph
Tyler Robert Joseph (Columbus (Ohio), 1 december 1988) is een Amerikaanse zanger en muzikant.
Joseph is bekend geworden als frontman van de tweedelige band Twenty One Pilots, die hij in 2009 oprichtte samen met Nick Thomas en Chris Salih. Deze laatste twee verlieten in 2011 de band en werden vervangen door drummer Josh Dun. De bandnaam, door Joseph gekozen, is geïnspireerd op het boek All My Sons van Arthur Miller. Daarin maakt de fabriek van protagonist Joe Keller enkele foutieve onderdelen voor vliegtuigen tijdens de Tweede Wereldoorlog, wat resulteert in de dood van 21 piloten.
Voor het oprichten van Twenty One Pilots bracht Joseph al een solo-album uit, genaamd No Phun Intended.
Met Twenty One Pilots werd hij zes keer genomineerd voor een Grammy Award, waarvan hij er één won.
Joseph is getrouwd met Jenna Black. Samen hebben zij twee dochters en een zoon.